# Joey Jordison
Nathan Jonas "Joey" Jordison (Des Moines, 26 de abril de 1975 – Des Moines, 26 de julho de 2021) foi um músico, compositor e produtor musical norte-americano. Ele é conhecido por ter sido o primeiro baterista e co-fundador da banda de metal Slipknot, no qual foi designado como #1, além de ter sido guitarrista na banda de horror punk Murderdolls.
Jordison cresceu em Des Moines, Iowa, e ganhou sua primeira bateria aos 8 anos de idade. Desde cedo, Joey desenvolveu interesse pela música, aprendendo a tocar violão e bateria de forma autodidata. Ele se apresentou com diversas bandas no início de sua carreira, e em 1995 recebeu o convite para se juntar a uma banda chamada Pale Ones, que mais tarde mudaria de nome e se tornaria Slipknot. Da formação clássica de nove membros do Slipknot, que durou de 1999 a 2010, Joey foi o terceiro a se juntar à banda. Ele também foi o baterista e fundador da banda Scar the Martyr, que foi fundada em 2013 e encerrada em 2016.
Com o Slipknot, Jordison participou dos cinco primeiros álbuns de estúdio da banda, incluindo o álbum demo de 1996, Mate.Feed.Kill.Repeat, além de ter produzido o álbum ao vivo de 2005, 9.0: Live. Fora de seus principais projetos, Jordison se apresentou com vários outros artistas, como Rob Zombie, Metallica, Korn, Ministry, Otep e Satyricon. Jordison também era conhecido por seu trabalho como músico de sessão, que incluiu gravações e apresentações para muitos artistas. Ao longo de sua carreira, ele utilizou várias marcas de bateria, incluindo Pearl e Ddrum. Na época de sua morte, Jordison estava tocando no supergrupo de blackened death metal chamado Sinsaenum.

## Início da vida
Jordison nasceu em Des Moines, Iowa, no dia 26 de abril de 1975, filho de Steve e Jackie Jordison. Ele tinha duas irmãs mais novas e cresceu em uma área rural fora de Waukee, onde costumava jogar basquete na rua em frente à sua casa. Ele desenvolveu interesse pela música ainda jovem, através da influência dos pais. Ele tocou violão até receber sua primeira bateria como presente de aniversário de oito anos, e começou integrando sua primeira banda enquanto estudava no ensino fundamental.
Os pais de Jordison se divorciaram ainda quando ele era jovem, com isso, ele e suas duas irmãs ficaram com a mãe. Sua mãe se casou novamente e abriu uma funerária, que Jordison ajudava a administrar ocasionalmente. Durante esse tempo, ele formou a banda Modifidious, ingressando como baterista. Na época, ele descreveu a banda como "uma mistura de thrash com speed metal". A banda abriu novos caminhos para Jordison, uma vez que ele passou a tocar ao vivo para diversas bandas locais, incluindo Atomic Opera, com Jim Root, e Heads on the Wall, com Shawn Crahan. Após uma infinidade de mudanças na formação do Modifidious - que passou a incluir Craig Jones e Josh Brainard, que mais tarde se juntariam a ele no Slipknot - a banda lançou duas demos em 1993: Visceral e Mud Fuchia.
Após deixar a escola, Jordison foi contratado por uma loja de música local chamada Musicland. No início de 1995, o Modifidious se desfez por conta de um crescente aumento do interesse no death metal ao invés do thrash metal nos Estados Unidos. Ele então se juntou como guitarrista em uma banda local chamada Rejects, embora só tenha tocado em alguns shows. Jordison também tocou em uma banda chamada Anal Blast, que tinha como membros o baixista Paul Gray e o vocalista Don Decker. Gray também tentou levá-lo para sua outra banda chamada Body Pit, mas ele recusou o convite para se dedicar ao Rejects. Durante o período de fundação do Slipknot, Gray convidou Jordison para se juntar a uma banda de punk rock chamada Have Nots. Jordison deixaria o Have Nots em fevereiro de 1997 para "se concentrar no Slipknot".

## Carreira

### Slipknot

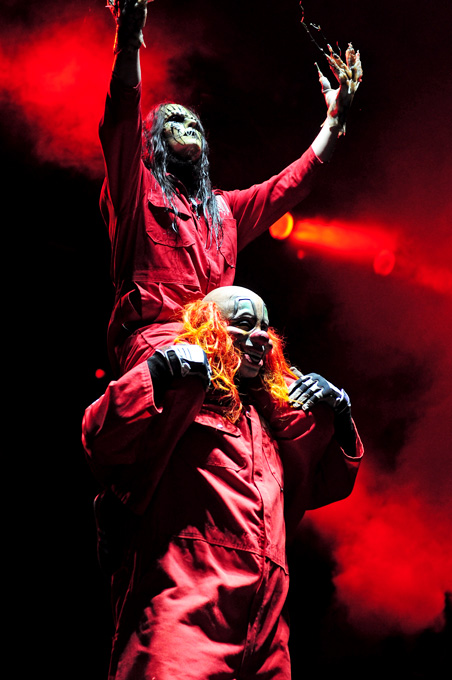
Jordison (em cima) com o Slipknot em 2012.

Em setembro de 1995, Paul Gray abordou Jordison oferecendo-lhe uma vaga em seu novo projeto chamado Pale Ones. Intrigado e em uma fase de sua vida onde ele se encontrava "perdido", Jordison compareceu aos ensaios no porão do vocalista Anders Colsefni e imediatamente quis fazer parte desta nova banda. Ao falar sobre este momento, ele disse: "Eu me lembro de tentar não sorrir, então acabei dando uma impressão de quem não queria entrar". Muito do desenvolvimento inicial do Slipknot foi discutido pelos membros da banda enquanto Jordison trabalhava em turnos noturnos em um posto de gasolina. Dos nove membros iniciais, Jordison foi o terceiro a se juntar à banda. O Slipknot se tornaria pioneiro na nova onda do heavy metal norte-americano. Jordison foi acompanhado por dois percussionistas, que acabaram dando às músicas uma sensação que a Rolling Stone classificou como "sufocante".
Para ocultar suas identidades na época, cada membro do Slipknot recebia um número; Jordison recebeu o número "#1". Como produtor, Jordison produziu um álbum com o Slipknot: o álbum ao vivo de 2005, 9.0: Live. Em agosto de 2008, Jordison fraturou o tornozelo e o Slipknot teve que cancelar algumas de suas datas da turnê inglesa. No dia 22 de agosto de 2009, menos de uma hora antes de subir ao palco em Auburn, Washington, Jordison foi levado ao pronto-socorro por conta de uma apendicite. Como resultado, o Slipknot cancelou os shows posteriores de agosto e setembro para dar tempo de Jordison se recuperar.
No dia 12 de dezembro de 2013, o Slipknot anunciou através de seu site oficial que Jordison havia deixado a banda, citando motivos pessoais como justificativa de sua saída. Em resposta, Jordison divulgou uma declaração informando que havia sido demitido da banda e afirmou que o Slipknot "tem sido a minha vida nos últimos 18 anos, e eu nunca o abandonaria, assim como os meus fãs".
Após anos de silêncio de ambos os lados quanto aos reais motivos de sua saída da banda, Jordison revelou em junho de 2016 que sofria de mielite transversa, uma doença neurológica que prejudicou sua capacidade de tocar bateria em seus últimos momentos com o Slipknot.

### Murderdolls

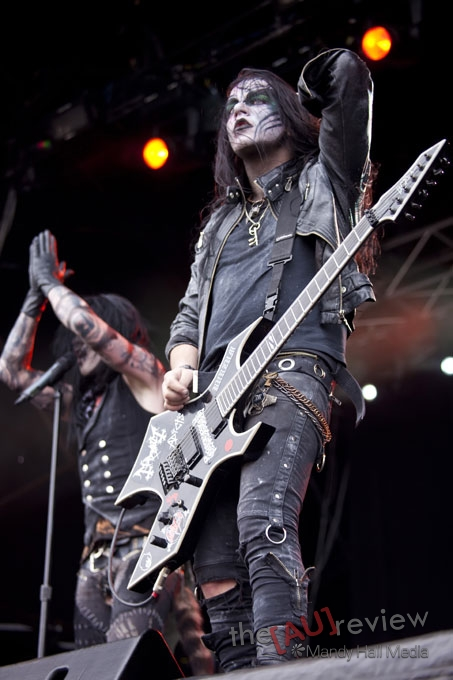
Jordison tocando guitarra com o Murderdolls em 2011.

Durante sua turnê no Ozzfest em 2001 para promover o mais novo álbum de estúdio do Slipknot, Iowa, Jordison conheceu Tripp Eisen, que na época tocava no Static-X; os dois discutiram a possibilidade de formar um projeto paralelo. Em 2002, Jordison reativou sua banda The Rejects, renomeando-a para Murderdolls. Assim como no Rejects, Jordison se tornou o guitarrista e recrutou o músico Wednesday 13 do Frankenstein Drag Queens from Planet 13 para tocar baixo. Wednesday eventualmente se tornou o vocalista, enquanto o baterista Ben Graves e o baixista Eric Griffin completaram a formação da banda. O Muderdolls assinou com a Roadrunner Records e lançou um EP intitulado Right to Remain Violent em 2002. A banda retornou em agosto de 2002 com seu álbum de estreia Beyond the Valley of the Murderdolls. A banda utilizou filmes de terror, incluindo Sexta-Feira 13 e A Noite dos Mortos-Vivos como inspiração para suas letras. No dia 30 de outubro de 2002, o Murderdolls fez uma aparição em um episódio de Dawson's Creek intitulado "Living Dead Girl". A banda voltou a se reunir em 2010 com apenas Jordison e Wednesday 13 entre membros restantes da formação original. A banda lançou seu segundo álbum de estúdio, Women & Children Last, no dia 31 de agosto de 2010. A banda então embarcou na extensa turnê Women & Children Last World Tour, realizando shows ao lado de muitas bandas notáveis, como Guns N' Roses. No entanto, a turnê enfrentou diversos problemas, incluindo cancelamento de shows e abandonos de Jordison devido a zumbidos nos ouvidos. A turnê foi encerrada no dia 24 de abril de 2011.

### Scar the Martyr
Em abril de 2013, surgiram detalhes de uma nova banda com Jordison, Jed Simon e Kris Norris. No entanto, poucas informações foram divulgadas ao público, exceto que Jordison havia tocado a maioria dos instrumentos deste projeto e que Chris Vrenna e um vocalista desconhecido realizariam os trabalhos de teclado e vocal, respectivamente. No dia 21 de junho, a banda foi nomeada Scar the Martyr e o músico Henry Derek foi o escolhido como vocalista. No dia 5 de maio de 2016, Jordison anunciou que o projeto havia sido dissolvido.

### Vimic
No dia 5 de maio de 2016, Jordison anunciou em uma entrevista feita na Sirius XM que havia lançado uma nova banda chamada Vimic. Em uma nova entrevista com o Wall of Sound em 2018, Jordison negou os rumores de separação e afirmou que a banda ainda estava "100% ativa".

### Sinsaenum
No dia 20 de maio de 2016, Jordison anunciou uma nova banda de metal extremo chamada Sinsaenum, liderada pelo vocalista Attila Csihar (Mayhem e Sunn O))) junto com o tecladista Sean Zitarsky (Chimaira e Dååth). A banda também incluía Jordison na bateria, o baixista Frédéric Leclercq (DragonForce) e Stéphane Buriez (Loudblast) nas guitarras e Heimoth (Seth) no baixo. Eles anunciaram o lançamento de seu álbum de estreia Echoes of the Tortured no dia 29 de julho e lançaram seu primeiro single "Army Of Chaos" no canal do YouTube da earMUSIC. O segundo álbum, chamado Repulsion for Humanity, foi lançado no dia 10 de agosto de 2018.

### Outros projetos
Em 2001, Jordison trabalhou em um remix de "The Fight Song" de Marilyn Manson. Jordison também apareceu no videoclipe do cover de "Tainted Love" feito por Manson. Mais tarde, Manson revelou que Jordison estava trabalhando com ele em seu álbum The Golden Age of Grotesque. Jordison havia de fato trabalhado nas guitarras, mas elas não apareceram no álbum. Em 2004, Jordison apareceu no álbum House of Secrets da banda Otep, onde tocou bateria em seis músicas do álbum. Em 2008, Jordison apareceu no álbum "V" is for Viagra. The Remixes do grupo Puscifer, com um remix da música "Drunk With Power". Em 2010, Jordison gravou quatro músicas adicionais com Rob Zombie para o lançamento de seu último álbum Hellbilly Deluxe 2.

## Prêmios e reconhecimento
Em agosto de 2010, Jordison foi eleito o melhor baterista dos últimos 25 anos pelos leitores da revista Rhythm, à frente de bateristas como Mike Portnoy, Neil Peart e Phil Collins. Ao ser questionado sobre isso, ele declarou: "Estou sem palavras. Isto é mais do que inacreditável. Algo assim me faz lembrar todos os dias os motivos que me fazem continuar fazendo isto".
Com a votação de 6.500 bateristas em todo o mundo, Jordison ganhou o prêmio Drummies de Melhor Baterista de Metal em 2010.
Em setembro de 2013, Jordison foi nomeado o maior baterista de metal do mundo pelos leitores da Loudwire.
Em 2016, Jordison foi homenageado com o prêmio "The Golden God Award" no Metal Hammer Golden Gods Awards.
Após a morte de Jordison em 2021, várias homenagens públicas foram feitas por músicos como: Mike Portnoy, Alex Skolnick, Fred Durst, Dave Lombardo, Lars Ulrich, entre outros.
Em 2022, o Slipknot dedicou seu sétimo álbum de estúdio, The End, So Far, em memória de Jordison.

## Doença e morte
Em uma entrevista concedida para a revista Metal Hammer em 2016, Jordison comentou que sofria de mielite transversa aguda. Seus sintomas começaram a aparecer em 2010 durante uma turnê com o Murderdolls, mas a doença só foi diagnosticada muito tempo depois. A doença acabou progredindo para a incapacitação do uso de sua perna esquerda, tornando-o incapaz de tocar bateria antes da reabilitação. Ele acabou se recuperando após recorrer a ajuda médica e realizar sessões de fisioterapia com seu treinador Caleb.
Jordison faleceu durante o sono no dia 26 de julho de 2021, aos 46 anos.